# Serhij Filimonow
Serhij Fеdorowycz Filimonow (ukr. Філімонов Сергій Федорович, ur. 20 września 1994 w Kijowie) – ukraiński działacz społeczny, weteran wojny rosyjsko-ukraińskiej, aktywny uczestnik Rewolucji Godności, organizator i uczestnik inicjatyw wspierających więźniów politycznych. Zagrał główną rolę w filmie „Nosorożec” ukraińskiego reżysera Ołeha Sencowa.

## Życiorys
Urodził się 20 września 1994 roku w Kijowie. Ukończył kijowską szkołę specjalną nr 316 z intensywną nauką języka ukraińskiego. Od 8 do 10 klasy trenował w Olimpijskim Koledżu im. Iwana Piddubnego, gdzie opanował zapasy w stylu dowolnym. W 2018 roku ukończył Kijowski Narodowy Uniwersytet Budownictwa i Architektury na wydziale inżynierii lądowej. W związku z udziałem w Rewolucji Godności po pierwszym roku nauki przeniósł się na studia zaoczne.

## Wojna na wschodzie Ukrainy
W 2014 roku od pierwszych dni wojny rosyjsko-ukraińskiej brał udział jako ochotnik w działaniach wojennych pułku „Azow”. Brał udział w obronie Mariupola i Marjinki, w bitwach pod Iłowajśkiem i pod Hranitnem. Pod Iłowajśkiem odniósł poważne rany.

## Działalność społeczna
W 2015 roku po powrocie z frontu został jednym z organizatorów pokojowej akcji „Blokada Krymu”.
Od 2015 roku przewodniczący organizacji pozarządowej „Korpus Cywilny Azow”.
W 2015 roku jeden z założycieli nieformalnego ruchu młodzieżowego „Honor”.
Od 2016 roku był przewodniczącym kijowskiego oddziału partii politycznej „Korpus Narodowy”.
W latach 2015–2017 zainicjował szereg projektów publicznych, m.in. „Zooochrona” (walka z okrucieństwem wobec zwierząt i wsparcie schronisk), „Jedna Krew” (zbiórka krwi dla dzieci i rannych żołnierzy), „Nasza Przyszłość” (pomoc dzieciom pozostawionym bez opieki rodzicielskiej) i innych sportowych i edukacyjnych projektów.
W 2018 roku brał udział w zatrzymaniu brazylijskiego najemnika samozwańczych Ługańskiej Republiki Ludowej i Donieckiej Republiki Ludowej, Rafaela Lusvarghiego.
Wiosną 2019 roku zrezygnował z funkcji przewodniczącego kijowskiego oddziału partii politycznej „Korpus Narodowy”.
Organizator licznych protestów i akcji przeciwko nielegalnym budowom w Kijowie.
Jest aktywnym uczestnikiem akcji „Kto zamówił Katіę Нandziuk?”, stworzonej przez przyjaciół aktywistki Kateryny Нandziuk, której mordercy wciąż nie zostali wykryci i osądzeni.
Prowadzi aktywną działalność przeciwko znanemu prorosyjskiemu propagandyście Anatolijowi Szarijowi, przez co stał się obiektem ataków rosyjskiej machiny propagandowej.
Zorganizował akcję „Nie słyszysz, to zobaczysz” w poparciu dla działacza społecznego Serhija Sternenki, którego nielegalne aresztrowanie wywołało falę pokojowych protestów w całym kraju.
W 2021 r. wspólną decyzją Ukraińskiej Szkoły Studiów Politycznych i Wiktora Gandziuka, po konsultacjach z przedstawicielami społeczeństwa obywatelskiego, Serhij Filimonow otrzymał stypendium na stanowisko obywatelskie im. Kateryna Gandziuk Roczne stypendium na stanowisko obywatelskie. Kateryna Gandziuk została założona przez USHPS w 2019 roku, Katya jest absolwentką Szkoły w 2015 roku.

## Nosorożec
„Nosorożec” to drugie pełnometrażowe dzieło ukraińskiego reżysera Ołeha Sencowa. W 2012 roku projekt był już prezentowany na platformie industrialnej Międzynarodowego Festiwalu Filmowego w Sofii, gdzie otrzymał nagrody za najlepszy projekt i pitching. Realizacja została jednak zawieszona w związku z nielegalnym aresztowaniem Sencowa przez rosyjskie służby specjalne w 2014 roku i jego późniejszym uwięzieniem. Po zwolnieniu reżysera w 2019 roku prace nad projektem wznowiono.
Zdjęcia do „Nosorożca” realizowano w Krzywym Rogu, Lwowie i Kijowie. Zakończyły się w grudniu 2020 roku.
Światowa premiera filmu odbędzie się w ramach 78. Międzynarodowego Festiwalu Filmowego w Wenecji.

## Nagrody
• Medal „Obrońca Mariupola”
• Nagroda zwierzchnika Ukraińskiego Kościoła Prawosławnego Patriarchatu Kijowskiego patriarchy Filareta.

## Rodzina
W 2017 roku poślubił Walerię Filimonową. W tym samym roku urodził się ich syn Orest.